# Шоса-Турецька
Шоса-Турецька (пол. Szosa Turecka) — село в Польщі, у гміні Желязкув Каліського повіту Великопольського воєводства.
Населення — 202 особи (2011).
У 1975-1998 роках село належало до Каліського воєводства.

## Демографія
Демографічна структура станом на 31 березня 2011 року:
|          | Загалом | Допрацездатний вік | Працездатний вік | Постпрацездатний вік |
| -------- | ------- | ------------------ | ---------------- | -------------------- |
| Чоловіки | 92      | 18                 | 68               | 6                    |
| Жінки    | 110     | 16                 | 66               | 28                   |
| Разом    | 202     | 34                 | 134              | 34                   |